# Sebastian von Keler
Sebastian von Keler (* 1986 in Schwäbisch Hall) ist ein deutscher Jazzmusiker (Tenor- und Sopransaxophon, Komposition).

## Leben und Wirken
Keler erhielt im Alter von elf Jahren nach einem Bigband-Konzert, das ihn begeisterte, Unterricht auf dem Altsaxophon. Etwas später wechselte er zum Tenorsaxophon als Hauptinstrument. In Andi Maile fand er einen ersten wichtigen Lehrer, der ihn auf die Aufnahmeprüfung am Konservatorium vorbereitete. Er war Mitglied der Lumberjack Big Band in Göppingen. Bis 2014 absolvierte er ein Jazz- und Musikpädagogikstudium am Jazzcampus Basel und IMCF Freiburg bei Domenic Landolf, Mark Turner, Lutz Häfner, Daniel Blanc, Tom Timmler, Jorge Rossy, Larry Grenadier, Django Bates, Adrian Mears, Guillermo Klein und anderen. 2018 folgte ein Studium der Musiktherapie an der Universität der Künste Berlin.
Keler gründete 2014 mit Fabian Willmann, Kristinn Smári Kristinsson, Samuel Sole und Luca Glausen die Band Monoglot, die mehrere Alben veröffentlichte. 2011 gründete er die Band Tonhaufen Deluxe und veröffentlichte 2018 mit Simon Girard (tb), Florian Möbes (g), Andrey Tatarinets (b) und Frederik Heisler (dr) das Album "Cygnus 5 Expanse". Weiterhin war er Mitglied der Bigband von Jonas Winterhalter. Er ist auch auf Alben von Tree Neye (mehr Sturm Unit 2014), Jan-Andrea Bard (Janto’s Oktaeder Unit 2017) und Marc Mezgolits (Mostly Love Songs QFTF 2018) zu hören.
Seit 2016 lebt Keler in Berlin. Weiterhin ist er aufgetreten mit Mark Turner, Jorge Rossy, dem SWR Symphonieorchester, Helge Schneider, Django Bates, Guillermo Klein, Ack van Rooyen, Domenic Landolf, Andy Haderer, Steffen Weber, New York Voices, Randy Brecker und Bob Mintzer. Außerdem arbeitet er als Musiktherapeut in verschiedenen klinischen Umgebungen.